# Pischelsdorf am Engelbach
Pischelsdorf am Engelbach je obec v okrese Braunau v rakouské spolkové zemi Horní Rakousy.

## Geografie
Pischelsdorf leží v oblasti Innviertel. Přibližně 31 % rozlohy obce tvoří lesy a 65 % zemědělská půda.